# Микаллеф, Фрэнсис Джордж Адеодат
Фрэнсис Джордж Адеодат Микаллеф (мальт. Francis George Adeodatus Micallef OCD, 17 декабря 1928,  Биркиркара, Мальта — 3 января 2018, там же) — католический прелат, епископ, викарий апостольского викариата Кувейта с 5 ноября 1981 года по 14 июля 2005 год, член монашеского ордена босых кармелитов.

## Биография
В 1947 году Фрэнсис Джордж Адеодат Микаллеф вступил в монашеский орден босых кармелитов. 15 октября 1951 года принял монашеские обеты. 9 мая 1954 года Ррэнсис Джордж Адеодат Микаллеф был рукоположён в священника. C 1979 по 1981 год был ректором Папского факультета Терезианум.
5 ноября 1981 года Римский папа Иоанн Павел II назначил Фрэнсиса Джорджа Адеодата Микаллефа титулярным епископом Тиниса Проконсуларийского и викарием апостольского викариата Кувейта. 6 января 1982 года в Риме в соборе Святого Петра состоялось рукоположение Фрэнсиса Джорджа Адеодата Микаллефа в епископа, которое совершил Римский папа Иоанн Павел II в сослужении с титулярным архиепископом Тагоры и префектом  Конгрегации по делам институтов посвящённой жизни и обществ апостольской жизни Эдуардо Мартинесом Сомало и титулярным архиепископом Феради Великой и секретарём Конгрегации по делам епископов Лукасом Морейрой Невесом.
14 июля 2005 года Фрэнсис Джордж Адеодат Микаллеф подал в отставку.